# Hyles oxybaphi
Hyles oxybaphi är en fjärilsart som beskrevs av James Brackenridge Clemens 1859. Hyles oxybaphi ingår i släktet Hyles och familjen svärmare. Inga underarter finns listade i Catalogue of Life.